# Heinrich Lübke
Heinrich Lübke (Enkhausen, 14 oktober 1894 - Bonn, 6 april 1972) was een Duits politicus.

## Biografie
Hij werd geboren in Enkhausen (Sauerland) in een katholieke boerenfamilie. Na zijn eindexamen in 1913 ging hij Geodesie studeren aan de universiteit in Bonn. Hij onderbrak zijn studie al in 1914 om als vrijwilliger toe te treden tot het Duitse leger. Hij zou tot het einde van de Eerste Wereldoorlog onder de wapenen blijven. Pas daarna hernam hij zijn studie, die hij in 1921 afrondde. Daarna kreeg hij diverse functies bij de Deutsche Bauernschaft. Toen de nationaalsocialisten de Bauernschaft in 1934 verboden, werd Lübke een klein jaar gevangengezet. Daarna was hij tot 1937 werkloos. Van 1937 tot 1939 was hij verbonden aan een woningbouwcorporatie in Berlijn, de Niedersächsischen Wohnungsbau- und Siedlungsgesellschaft. Tussen 1939 en 1945 werkte hij voor het architectenbureau van Walter Schlempp. Dit bureau werkte mee aan diverse naziprojecten. Lübke was onder meer betrokken bij de inzet van gevangenen op de basis in Peenemünde waar de V1 en de V2 werden ontwikkeld.
In 1945 werd hij lid van de CDU. In 1946 werd hij afgevaardigde in de door de Britten ingestelde provinciale Landestag voor Westfalen. Hij was van 1947 tot 1952 minister van landbouw in de deelstaat Noordrijn-Westfalen. In 1953 werd hij minister van landbouw in de bondsregering onder leiding van Konrad Adenauer.
Op 1 juli 1959 werd Lübke als eerste (dit tot de verkiezing van Christian Wulff op 30 juni 2010), katholiek gekozen tot Bondspresident van de Bondsrepubliek. Lübke had een oprechte interesse voor ontwikkelingshulp en bezocht ook veel landen van de derde wereld.
In 1964 werd Lübke herkozen, ook met stemmen van de SPD. Die partij was pro-Lübke omdat hij positief dacht over een Grote Coalitie van CDU en SPD. Dit had in de politieke praktijk echter weinig betekenis. Deze tweede ambtstermijn werd overschaduwd door de slechte gezondheidstoestand van Lübke en door de bewering van de DDR dat Lübke in de Tweede Wereldoorlog concentratiekampen zou hebben gebouwd.

### Trivia
Lübke was bekend om zijn onhandige uitspraken. Het beroemde "Sehr geehrte Damen und Herren, liebe Neger" op een staatsbezoek aan Liberia in 1962 kan echter niet worden bewezen. Wel klopt het dat hij in de hoofdstad van Madagascar, Tananarive, de staatspresident en diens vrouw aansprak met de woorden: "Sehr geehrter Herr Präsident, sehr geehrte Frau Tananarive!" Tegen afgevaardigden van Mauretanië zei hij dat hij hen een goede ontwikkeling wenste daarbeneden.